# Clausula
Het clausula (meervoud clausulae) is het gedeelte in een gregoriaans gezang waarbij het gregoriaanse thema (in beginsel langzaam verlopend) ritmisch wordt uitgebreid. De individuele stemmen kunnen met behulp van het clausula ten opzichte van elkaar in verschillend tempo verlopen. Iedere stem krijgt hierbij een eigen ritme.

## Ontstaan
Het clausula is in de periode van de Ars Antiqua ontstaan doordat componisten als Leoninus en met name zijn opvolger Perotinus (beiden van de school van de Notre Dame in Parijs) omstreeks 1200 de ritmische notatie hebben verbeterd door het inbrengen van een korte en lange noot. Hiervóór bestond in het gregoriaans slechts een enkele noot die niets meer dan de toonhoogte aangaf.